# Калмыков, Валерий Дмитриевич
Вале́рий Дми́триевич Калмыко́в (1908 — 1974) — советский государственный деятель.

## Биография
Родился 9 (22 августа) 1908 года в Ростове-на-Дону. С 1924 года — электромонтёр и одновременно (с 1925 года) учащийся Ростовского-на-Дону индустриального техникума. С 1929 года на заводе «Москабель»: мастер, начальник цеха, старший инженер. В 1934 году окончил вечернее отделение МЭИ имени В. М. Молотова.
С 1935 года работал в НИИ-10 наркомата (министерства) судостроительной промышленности: инженер-конструктор; главный конструктор, главный инженер, с 1942 года директор. Член ВКП(б) с 1942 года.
В 1943 году включён в Совет по радиолокации при ГКО.
С 1949 года — начальник Главного управления реактивного вооружения министерства судостроительной промышленности СССР.
С 1951 года на ответственной работе в аппарате СМ СССР по руководству оборонными отраслями промышленности. С января 1954 года — министр радиотехнической промышленности СССР. С декабря 1957 — председатель Государственного комитета Совета Министров СССР по радиоэлектронике. С марта 1963 года — председатель Государственного комитета по радиоэлектронике СССР — министр СССР. С марта 1965 года — министр радиопромышленности СССР.
За подготовку первого полёта человека в космос (Ю. А. Гагарин, 12 апреля 1961 года) удостоен звания Героя Социалистического Труда (указ не публиковался).
Депутат ВС СССР 5—8 созывов (с 1958 года). Член ЦК КПСС с 1961 года (кандидат в 1956—1961).
Умер 22 марта 1974 года. Похоронен в Москве на Новодевичьем кладбище (участок № 6).

## Память
Имя В. Д. Калмыкова было присвоено:
- Московскому заводу счётно-аналитических машин;
- Таганрогскому радиотехническому институту (Постановление Совета министров РСФСР от 23 апреля 1974 года);
- Севастопольскому радиозаводу, ныне недействующему[4]. (Севастопольский радиозавод им. В. Д. Калмыкова был переименован в научно-производственное объединение "Муссон" (ПО "Муссон"), который в свою очередь до 1993 году был одним из крупнейших промышленных предприятий города. Выпускалась радиоаппаратура УКВ и КВ связи для ВМФ, гражданского флота, бытовая техника (тюнер«Ласпи», многопрограммный приёмник «Ласпи»). Единственный завод в СССР, где выпускались станции спутниковой связи «Волна», «Волна-М», «Айсберг». Имел собственное конструкторское бюро, цех по производству высокочастотных гибридных устройств).
- Филиал Севастопольского радиозавода имени В. Д. Калмыкова в пгт. Новоозёрное, города Евпатории, ныне недействующий.

- Мемориальные доски
- В Москве на доме ул. Тверская, 8
- В Ростове-на-Дону на доме Красноармейская, 11

## Награды и премии
- Герой Социалистического Труда (17.6.1961);
- семь орденов Ленина;
- орден Октябрьской революции;
- Сталинская премия третьей степени (1949) — за разработку нового типа радиостанции
- Сталинская премия (1952)[5].
- медали